# Roland Deschain
Roland Deschain, también llamado Rolando Deschain, Roland de Gilead o Roland de Galaad, es el protagonista principal de la serie de novelas titulada La Torre Oscura, del escritor estadounidense Stephen King. Hijo de Steven Deschain y Gabrielle Deschain y último descendiente de Arthur Eld. Es un pistolero, el último de su estirpe que durante la mayor parte de su vida ha buscado la Torre Oscura. En su adaptación cinematográfica homónima es interpretado por el actor inglés Idris Elba.

## Biografía
Trigésima generación descendiente de Arthur Eld (Rey Arturo de "nuestra dimensión").
Vive una infancia que recuerda de amor y cariño, que finaliza tras suceder que su madre engaña a su padre con Marten Broadclack, quien es en realidad el mago Randall Flagg. En su infancia hace amistad con otros dos aprendices de pistolero, Cuthbert Allgood y Alain Johns, con los que en su adolescencia viaja a Mejis para huir de Marten Broadclack y evitar que este lo matase por haber pasado la prueba de pistolero y para encontrar la bola rosada del Arcoíris del Mago.
En Mejis, se hace llamar Will Dearborn y recién llegando conoce a Susan Delgado, de la cual se enamora y la ve a escondidas de Cordelia Delgado, su tía, quien tiene arreglado con el alcalde, entregársela como concubina a cambio de unas tierras que antes les pertenecían.
En Mejis se estaba armando una conspiración entre funcionarios del Ayuntamiento para proveer de petróleo a John Farson pero Roland junto con Susan, sus amigos y un bobalicón muchacho llamado Sheemie Ruiz, echan por la borda los planes de los corruptos funcionarios y derrotan a las hordas de Farson explotando los pozos petroleros que servirían para Farson. Susan muere en la hoguera, acusada "traición", y Roland regresa a Gilead con sus amigos, llevando consigo la bola de cristal, arrebatada a una bruja llamada Rea de Coss, que es la culpable de la muerte de Susan, ya que la entrega a los enfurecidos habitantes de Mejis.
Roland mata por accidente a su madre, Gabrielle, al ser engañado por Rea, quien completa así su venganza, haciéndole creer que su madre era la bruja que había matado a su amada. Su madre lo perdona antes de morir, pero el recuerdo queda para siempre en la mente del pistolero.
Su padre muere después, y sus amigos y los demás pistoleros también en la Batalla de Jericó, en la cual enfrentan a las últimas hordas de Farson, comandadas por el General Grisom. Roland escapa por unas laderas, y emprende la búsqueda de la Torre Oscura para detener la decadencia de su mundo.

### El Pistolero
Persigue al Hombre de Negro a través del Desierto de Mohaine, Walter O'Dim, quien es otra apariencia del malvado Randall Flagg, y se encuentra con un chico, Jake, con el cual se encariña pero lo deja morir en las minas de los Mutantes Lentos para encontrarse con Walter, que le dice que debe invocar a tres personas para realizar su búsqueda: "El prisionero", "La Dama de las Sombras" y "La Muerte" ("Pero no para ti, pistolero").

### La Llegada de los Tres
En el segundo libro, La invocación, Roland va formando su ka-tet con un preso de la droga, llamado Eddie Dean y con una mujer de color esquizofrénica  y quien había perdido sus piernas en un accidente provocado, llamada Odetta Holmes (su segunda personalidad se llama Deta Walker), que posteriormente se convierte en Susannah Dean, esposa de Eddie. La tercera persona, Jack Mort, quien provocó el accidente de Odetta Holmes, fallece al ser invocado (acción por parte del pisolero) y Roland sólo se queda con Susannah y Eddie.

### Las Tierras Baldías
En el tercer volumen Roland, junto con Eddie y Susannah, continua su búsqueda de la Torre mientras que sufre de alucinaciones y su mente se parte en dos, ya que su mente no lograba identificar si Jake Chambers estaba vivo o muerto, por lo que él, con la ayuda de Eddie, tiene que volver a invocar a Jake para que su mente se recupere de nuevo. Una vez que invocan a Jake el ka-tet se encuentra con un bilibrambo que está malherido, Roland al principio deja que Jake lo tome como mascota, pero después, gracias al ka,  Acho pasa a formar parte del ka-tet   

### Mago y Cristal
Roland cuenta a su ka-tet la historia de su primera misión cuando apenas contaba con 14 años. En ella es mandado junto con sus amigos Cuthbert y Alain a la baronía de Mejis, en una misión aparentemente rutinaria. Allí conocerá a su gran amor Susan Delgado. Ambos se enamoran. Pero es un amor imposible. Además deberán luchar contra los cazadores del gran ataúd.

### Los lobos del Calla
Después de dejar atrás la fortaleza esmeralda, Roland junto al Ka-tet del blanco siguen su camino hasta llegar al Calla Bryn Surgis donde sus ciudadanos les pedirán ayuda para acabar con los Lobos, unos misteriosos jinetes que cada ciertos años aparecen para robar a los hijos de los habitantes. Así mismo, en exotransito, gracias a la bola 13 negra, el Ka-tet volverá a Nueva York y descubrirá nuevas cosas acerca de la Rosa.

### Canción de Susannah
Luego de vencer a los lobos en Calla, Mia se lleva a Sussanah a Nueva York, precisamente al año 1999 para dar luz a Mordred Deschain. Roland viaja junto a Eddie a Maine en 1977, con el fin de buscar a Calvin Torre. Allí son emboscados por los hombres de Enrico Balazar y, luego de una victoria, consiguen escapar ayudados por John Cullum, un lugareño que se convertirá en uno de los altos mandos de la Tet Corporation. Finalmente, viajarán a encontrarse con Stephen King para dar cuentas acerca de su primer trabajo sin publicar sobre La Torre Oscura.

### La Torre Oscura
Junto a Eddie regresan a Mundo Medio, precisamente a la ciudad de Fedic, donde se reúnen con Sussanah y Jake. Ayudados por Ted Brautigan, Dinky y Sheemie Ruiz, se dirigen hacia Algul Siento donde, luego de una batalla cruenta, liberan a los disgregadores, teniendo como pérdida la muerte de Eddie. Inmediatamente, Roland parte junto a Jake a Maine en el año 1999 a fin de salvar la vida de Stephen King. Tras fallar en su intento de arrojar a Stephen King de la carretera, el pistolero cae y Jake sacrifica su vida para empujar al escritor, muriendo arrollado por la camioneta. Luego de enterrar a Jake en el bosque, parte hacia Nueva York donde visita la Tet Corporation antes de volver a Fedic. Junto a Sussanah y Acho, y seguido siempre de cerca por Mordred Deschain, recorre las Tierras Yermas, llegando hasta el Camino de la Torre, donde es víctima de un vampiro llamado Dandelo, quien pretende robar la vida del pistolero a través de la risa. Al matar a Dandelo, libera a Patrick Danville, un muchacho dibujante que se encuentra prisionero de este. Poco después que Sussanah se marche, dejándolo en compañía del dibujante y el bilibrambo, este último salva la vida del pistolero una noche durante un ataque de Mordred. Al ser vencido Acho, Roland dispara contra su hijo, convertido en araña. Poco después llega a La Torre Oscura, donde enfrenta al Rey Carmesí, al cual vence gracias a los dotes de dibujo. Al ocaso, tal como recuerda de sus sueños, Roland atraveisa el Can´Ka No-Rey e ingresa en la Torre Oscura, donde, a medida que asciende los escalones, observa retazos y objetos de su vida en forma cronológica. Sin embargo, al llegar a la cima, encuentra una puerta antes IGNOTA, que ahora pone HALLADA. Al abrirla y entrar por ella, Roland es devuelto al inicio de su historia, al desierto de Mohaine, en persecución del hombre de negro.
- Datos: Q2264282